# Петър Ценков
Петър Ценков е български off-road състезател, участвал в най-престижното състезание – „Рали Дакар“. Управител е на авиокомпания „Cargo Air“, владее свободно френски и английски език.

## Биография

### Образование
Роден е в София на 21 май 1963 г., завършва 9-а езикова – „Френската гимназия“, след това ВМЕИ „Ленин“ и като второ висше „Международни икономически отношения“ във ВИИ „Карл Маркс“.

### Спортна кариера
От 2008 г. Петър Ценков се състезава за отбора на „Зундерт Екстрийм“ с ATV Can-Am Renegade 800, вносител на известната марка четириколки Can-Am. Участва в най-големите и престижни състезания в Европа с ATV като „Rally Sandalion-Sardegna“, „Trail Ride Greece“, „TransCaripatic Rally Romania“, „Evea Rally Raid“, „Baja Saxonia 2009 & 2010“.

## Постижения
- Световен рекорд изминавайки 1000 км за 24 часа по навигация в тежкото автомобилно състезание „24 часа на Атина“
- 1-во място в „Macedonian Rally Raid 2010“ в Гърция
- 1-во място в „Rally Sandalion-Sardegna“ в Италия, остров Сардиния
- 1-во място в най-голямата офф-роуд надпревара в Европа „Baja Saxonia 2010“
- 1-во място Rallye du Maroc 2011 г. клас QUADS Rally
- 2-ро място в маратонското състезание от 3000 км. „Trans Carpatic Rally Raid 2009“ в Румъния
- Вицешампион на Гърция с ATV в Офф-роуд шампионата на Гърция за 2009 година

## Рали Дакар
Петър Ценков участва 3 пъти в „Рали Дакар“, като и 3-те му участия завършват успешно. През 2011 и 2012 г. участва в категория АТV с Can-Am и завършва съответно на 12-о и 11-о място, а през 2013 г. се състезава при автомобилите с Opel Antara, заедно с навигатора Иван Маринов и финишира на 69-о място в крайното класиране.